# Spathius eunyce
Spathius eunyce är en stekelart som beskrevs av Nixon 1943. Spathius eunyce ingår i släktet Spathius och familjen bracksteklar. Inga underarter finns listade i Catalogue of Life.